# West Union (Minnesota)
West Union è un comune degli Stati Uniti d'America, situato nello Stato del Minnesota, nella contea di Todd.